# الدوري السعودي الممتاز 1983–84
الدوري السعودي الممتاز 1983–1984 هي النسخة الثامنة من الدوري السعودي الممتاز منذ استحداث المسابقة بعام 1976. لعبت بنظام النقاط وشارك فيها عشرة أندية، وظفر الأهلي بلقب البطولة وثاني لقب بتاريخه.
لايوجد فريق هبط بهذا الموسم بسبب إقرار الاتحاد السعودي لكرة القدم برفع عدد أندية دوري الدرجة الممتاز إلى 12 فريق.

## الملاعب والمواقع
| النادي   | المكان | الملعب                      |
| -------- | ------ | --------------------------- |
| الأهلي   | جدة    | ملعب الأمير عبد الله الفيصل |
| الاتفاق  | الدمام | ملعب الأمير محمد بن فهد     |
| الهلال   | الرياض | ملعب الأمير فيصل بن فهد     |
| الاتحاد  | جدة    | ملعب الأمير عبد الله الفيصل |
| النهضة   | الخبر  | ملعب الأمير سعود بن جلوي    |
| النصر    | الرياض | ملعب الأمير فيصل بن فهد     |
| القادسية | الخبر  | ملعب الأمير سعود بن جلوي    |
| الشباب   | الرياض | ملعب الأمير فيصل بن فهد     |
| الرياض   | الرياض | ملعب الأمير فيصل بن فهد     |
| الوحدة   | مكة    | ملعب الملك عبد العزيز       |

## جدول الدوري
| الترتيب | النادي   | لعب | النقاط |
| ------- | -------- | --- | ------ |
| 1       | الأهلي   | 18  | 27     |
| 2       | الاتحاد  | 18  | 25     |
| 3       | الاتفاق  | 18  | 22     |
| 4       | القادسية | 18  | 22     |
| 5       | النصر    | 18  | 20     |
| 6       | الهلال   | 18  | 19     |
| 7       | الشباب   | 18  | 17     |
| 8       | الوحدة   | 18  | 12     |
| 9       | النهضة   | 18  | 9      |
| 10      | الرياض   | 18  | 7      |